# Papa Stefano (eletto)
Stefano (II) (Roma, ... – Roma, 26 marzo 752) è stato un cardinale e presbitero italiano, eletto papa il 22 marzo 752 come successore di papa Zaccaria e morto quattro giorni dopo l'elezione, prima di essere consacrato vescovo.
Pur essendo stato eletto legittimamente, non è considerato ufficialmente papa a causa della sua mancata consacrazione: per questo la numerazione dei suoi successori riprende talvolta con lo stesso nome e numero.

## Biografia
Presbitero romano, Stefano fu uno dei 22 cardinali creati da papa Zaccaria: nel 745 fu creato cardinale presbitero con il Titulus della chiesa di San Crisogono.
Fu eletto papa all'unanimità la notte del 22 marzo 752 (pochi giorni dopo la morte di Zaccaria o la notte stessa). Insediato nel palazzo del Laterano, poté prendere immediatamente possesso della cattedra di San Pietro poiché non si attendeva il consenso di alcun sovrano, ma solo la consacrazione. Eletto il 22, il 23 però cominciò a stare male. Due giorni dopo (25 marzo), mentre era a letto a causa della sua indisposizione, proprio mentre stava dando ordini ai suoi familiari su come sbrigare alcune faccende domestiche, all'improvviso perse l'uso della parola ed ebbe un ictus. Il giorno seguente (26 marzo) morì, prima d'esser consacrato vescovo e incoronato papa.
Essendo morto appena quattro giorni dopo l'elezione al pontificato, Stefano non ha lasciato importanti ricordi di sé; il suo pontificato, tra l'altro non ancora iniziato, di soli quattro giorni, è di sicuro il più breve della storia.

## Fonti su Stefano
Il Liber pontificalis menziona Stefano brevemente e non lo considera pontefice, non lo vede come successore di Zaccaria e predecessore di Stefano II; allo stesso modo si comportano tutte le fonti coeve.
Alcuni compilatori dell'elenco papale ancora oggi non lo contano come tale escludendolo dal conteggio dei papi di nome Stefano, dato che allora il pontificato iniziava con la consacrazione e non con l'elezione: era la consacrazione, non l'elezione, che faceva il papa. Poteva essere eletto anche un laico, che però subito dopo l'elezione doveva essere consacrato vescovo, e Stefano non era ancora cardinale vescovo, ma cardinale presbitero: in fin dei conti, un semplice presbitero con un Titulus, ovvero un titolo cardinalizio.
All'epoca, infatti, per divenire papa, bisognava avere due requisiti fondamentali:
- Essere vescovo, o prima dell'elezione formale o subito dopo di essa;
- Ricevere la consacrazione e l'incoronazione nella cerimonia di rito.[5]

Stefano, morendo dopo soli quattro giorni, non soddisfece nessuno dei due requisiti fondamentali, non venendo quindi considerato papa effettivo.
Dal XVI secolo Stefano fu incluso nell'Annuario Pontificio, per essere escluso di nuovo dal 1961.
Gli storici moderni tendono a includerlo, mentre la Chiesa mantiene l'orientamento di non considerarlo tra i papi.

## La controversa numerazione dei papi di nome Stefano
Talvolta i successori omonimi sono indicati con una doppia numerazione: ad esempio l'immediato successore può essere indicato come “Stefano II (III)”, com'è oggi nell'Annuario Pontificio che, con la doppia numerazione, non esclude la possibilità di riconsiderare un giorno Stefano II come pontefice, tant'è che - vi si trova scritto - nell'anno 752 furono eletti due papi Stefano II.
Nella basilica di San Pietro in Vaticano v'è una tavola di pietra che reca incisi i nomi e la data di morte di tutti i papi ivi sepolti, da Pietro apostolo (64 o 67) a Benedetto XVI(2022); tutti i papi di nome Stefano ivi sepolti, da Stefano II (III) (752-757) a Stefano VIII (IX) (939-942) hanno la numerazione con aggiunta un'unità in più, come a lasciare aperta la possibilità che Stefano eletto (752) sia tra i pontefici.
La numerazione dei papi iniziò a partire dal X secolo (forse con Giovanni XII); tutti i papi precedenti (e perciò pure i primi nove Stefano) furono numerati a posteriori. L'unico Stefano che diede a se stesso il numero fu Stefano IX (X) (1057-1058), l'abate tedesco Frederic de Lorraine che, per tutto il suo breve pontificato, si chiamò e si fece chiamare sempre Stefano IX e firmò tutti i suoi documenti con Stephanus Nonus Papa.
La numerazione dei papi di nome Stefano con un'unità in più tra parentesi è presente in quasi tutti gli elenchi papali esistenti oggi, anche quelli che escludono Stefano eletto, a testimoniare che esiste tuttora un margine di dubbio sulla legittimità o no di questo pontefice.
Dal 1996, con la costituzione Universi Dominici Gregis promulgata da papa Giovanni Paolo II, vi sono stati aggiornamenti sul regime da tenere durante la vacanza della sede apostolica e l'elezione del romano pontefice. Da quella data Stefano eletto, per il diritto canonico, non può essere ritenuto papa, perché se il papa neoeletto è privo del carattere episcopale, solo dal momento in cui viene ordinato vescovo (cosa che deve accadere subito dopo l'elezione) diventa, per opera dello Spirito Santo, vero papa a tutti gli effetti, coerentemente con il concetto per cui il papa è tale perché è il vescovo di Roma e non il contrario (Universi Dominici Gregis, parte seconda, capitolo VII, paragrafi 88-90).